# الامالووا
الامالووا (به لاتین: Elamalwewa) یک منطقهٔ مسکونی در سری‌لانکا است که در استان مرکزی (سری‌لانکا) واقع شده‌است.